# Hexatoma kolthoffi
Hexatoma kolthoffi är en tvåvingeart som beskrevs av Alexander 1937. Hexatoma kolthoffi ingår i släktet Hexatoma och familjen småharkrankar. Inga underarter finns listade i Catalogue of Life.